# T-43戰車
T-43中型戰車是一款蘇聯於第二次世界大戰期間開發的實驗性中型坦克。蘇聯軍方希望這款坦克能夠取代T-34戰車及KV-1坦克，成為蘇聯紅軍的主力戰車。計畫中，T-43戰車將擁有比一般中型坦克更為厚重的裝甲，然而現有的T-34/85戰車便已經足夠反制德軍戰車，T-43戰車的開發計畫因而被取消。

## 歷史
T-34戰車是第二次世界大戰期間蘇聯裝甲部隊的骨幹，生產數量極為龐大。1942年5月，蘇軍開始遭遇到裝備75毫米KwK 40戰車炮的德軍戰車，這門戰車炮可以輕易地從遠距離擊毀蘇軍的T-34戰車。
1942年6月，蘇維埃聯邦國防部裝甲機動車輛暨坦克總局對兩個不同的戰車設計局發布了一項指令，要求研發一款「通用戰車」。依據指令內容，這款「通用戰車」必須要有如同重型戰車一般厚重的裝甲，但仍然要保持與T-34中型坦克一樣的機動性。位於車里雅賓斯克的SKB-2設計局提交的方案是KV-13坦克，該方案後來發展為甚為成功的IS系列重戰車。位於下塔吉爾的烏拉爾捷爾任斯基車輛製造廠所開發出來的方案則為T-43戰車。然而，T-43戰車計畫被列為低度優先計畫，主要原因為蘇聯軍方關注的焦點依然是如何擴大生產T-34。即便如此，T-43戰車的第一輛原型車依然在1943年3月完工。
整體而言，T-43與T-34十分類似，但T-43擁有不同的裝甲分佈，其炮塔也被重新設計過。另外，T-43使用新型的扭樑式後方懸吊，而非T-34使用的克里斯蒂懸掛。T-43也安裝了一款新的五段變速箱。T-43的炮塔內可以容納三個人，並且擁有一個新的車長塔，可以提供車長全方位視野，對比T-34早期的雙人炮塔來說是個很大的進步，當時的T-34車長除了搜索目標外，還要不時分心去瞄準主炮，造成作戰效率低落。與T-34戰車1943年型的六角型炮塔相比，T-43的砲塔裝甲厚度從70毫米增至90毫米，車體的正面及側面裝甲也分別從47毫米及60毫米統一增至75毫米。武裝方面則沒有改變，T-43依然裝備了一門76.2毫米F-34戰車炮，而為了方便生產，T-43與T-34有高達70%的零件可以互相通用。然而在庫賓卡的測試結果表明較重的T-43戰車，機動性遠不如T-34戰車，而裝甲雖然有所增加，但依然不足以抵禦德軍88毫米炮的射擊。
庫斯克會戰後，蘇聯的工程師們了解到T-34戰車的最大問題是76.2毫米主炮無法有效擊穿諸如虎式坦克或豹式坦克等新型德軍戰車的正面裝甲。他們意識到發展口徑更大、穿透力更強的戰車主炮才是當務之急，相較之下增加裝甲反而變得沒那麼重要。因此，為了安裝更為有效的85毫米炮，T-43戰車的炮塔被採用，並被安裝到T-34的車體上。隨後，T-43計畫被取消，而安裝85毫米炮的新式T-34/85戰車則進入量產。
蘇聯戰車設計工業的特徵是以改進現有的設計為最高指導原則，而不是任意展開新的開發計畫，這麼做是為了增加產量以因應戰爭需求。擁有蘇聯兩倍工業資源的德國時常在新型或更為先進的坦克問世時遭遇一連串技術難題及後勤考驗，而蘇聯方面則為了維持高產量，秉持著改良現有坦克並在必要時容忍部分缺失的原則，即便這些戰車始終不是德軍豹式坦克的對手。不過，蘇聯的堅持所帶來的成果是1944年5月時，德意志國防軍在東部戰線上僅擁有304輛可用的豹式坦克，蘇聯紅軍卻正以每個月1200輛的速度生產著T-34/85戰車。
當T-34/85首次出現於戰場上時，德軍情報機構依據蘇聯戰車開發的報告，誤認其為T-43戰車。

## 外部連結
- T-43 Medium Tank（页面存档备份，存于） at Battlefield.ru（页面存档备份，存于）
- "T-43 Medium Tanks" at WWIIVehicles.com